# جولیان گونتر اشمیت
جولیان گونتر اشمیت (انگلیسی: Julian Günther-Schmidt؛ زادهٔ ۱۳ سپتامبر ۱۹۹۴) بازیکن فوتبال اهل آلمان است.
از باشگاه‌هایی که در آن بازی کرده‌است می‌توان به باشگاه فوتبال آگسبورگ اشاره کرد.